# Lloyd Banks
Christopher Charles Lloyd (* 30. dubna 1982, New Carroltton, Maryland, USA), známý spíše jako Lloyd Banks, je americký rapper a bývalý člen skupiny G-Unit. Jeho nejúspěšnějším albem je The Hunger for More (2004), nejlepší písní poté On Fire.

## Stručná biografie
Narodil se ve městě New Carroltton, stát Maryland v roce 1982. Vyrůstal se svou matkou a dvěma sourozenci v New Yorku, ve čtvrti South Jamaica, Queens. Během jeho dětství byl jeho otec ve vězení, aby nakonec rodinu zcela opustil. Jeho matka má portorické kořeny a otec je Afroameričan. V šestnácti letech byl vyhozen ze střední školy Augusta Martina v Queensu. Svůj pseudonym složil ze svého a pradědova příjmení.
Roku 1998 zakládá se svými přáteli Curtisem "50 Cent" Jacksonem a Marvinem "Tony Yayo" Bernardem skupinu G-Unit. Roku 2000 byl 50 Cent postřelen, kvůli jeho sporům s drogovým bossem Kennethem McGriffem, který vyhrožoval komukoli, kdo by nějak pomáhal 50 Centovi. V té době byli Lloyd Banks a Tony Yayo jediní, kteří zůstali s 50 Centem. Lloyd Banks, pravděpodobně kvůli tomu, byl v roce 2001 dvakrát postřelen, když se vracel domů z klubu.
Když se 50 Cent v roce 2002 proslavil, odjel na promo-tour s Tony Yayem, jakožto starším a zkušenějším rapperem. Banks si mezitím budoval renomé ve čtvrti Queens, kde v té době nahrával písně pro mixtapy. V té době se rozhodl vydat mixtape Mo Money in the Bank, v následujících dvou letech vydal další čtyři díly této mixtapové série. Po návratu 50 Cent získal smlouvu u Aftermath / Interscope, kde poté založil vlastní label G-Unit Records, kam upsal G-Unit jako skupinu i jednotlivce. Ve stejném roce získal Banks příležitost hostovat na později úspěšném debutu 50 Centa Get Rich Or Die Tryin', na písni "Don't Push Me" a na remixu k písni "P.I.M.P.". Na konci roku 2003 se skupinou G-Unit vydali album Beg for Mercy.
V červnu 2004 vydal svůj debut The Hunger for More, album se stalo platinovým, a to díky, na Grammy nominovaném, hitu "On Fire" a dalším singlům "Karma" (ft. Avant) a "I'm So Fly". Druhým počinem mělo být album The Big Withdraw plánované na rok 2005, ovšem album uniklo předčasně na internet, poté, co ho ukradly a prodaly dvě ženy, s kterými Banks trávil noc. Album tak nikdy oficiálně nebylo vydáno.
Po této události začal pracovat na novém albu s názvem Rotten Apple, které bylo vydáno v říjnu 2006. Alba se prodalo okolo 300 000 kusů v USA. Jediným úspěšnějším singlem z alba je píseň "Hands Up" (ft. 50 Cent).
Roku 2009 ukončila společnost Interscope Records spolupráci s G-Unit Records. V té době nahrával své třetí album nazvané The Hunger for More 2, v roce 2010 však získali smlouvu u společnosti EMI, kde bylo album vydáno. Z alba pochází úspěšný singl "Beamer, Benz or Bentley" (ft. Juelz Santana), který jako teprve Banksův druhý dosáhl na ocenění zlatý singl, prvním byl "On Fire". Alba se celkem v USA prodalo okolo 115 000 kusů.
V následujících letech vydal celou řadu mixtapů a v letech 2014 a 2015 dvě EP s G-Unit, než se skupina znovu rozpadla. V roce 2018 odešel z labelu G-Unit Records, na kterém byl od roku 2003, a vydal se na nezávislou dráhu. Roku 2021 překvapil vydáním nezávislého alba The Course of the Inevitable, na kterém hostovali například Freddie Gibbs, Roc Marciano, Styles P a Vado. Album bylo oceňováno zejména kritiky. Na konci roku 2021 se objevily spekulace, že on, Dave East a Vado zakládají skupinu The Council. V červenci 2022 vydal album The Course of the Inevitable 2.

## Diskografie

### Studiová alba
| Rok  | Album                                                                                              | Nejvyšší umístění v hitparádě | Nejvyšší umístění v hitparádě | Nejvyšší umístění v hitparádě | Nejvyšší umístění v hitparádě | Ocenění                                   |
| Rok  | Album                                                                                              | US 200                        | US Hip-Hop                    | US Rap                        | CAN                           | Ocenění                                   |
| ---- | -------------------------------------------------------------------------------------------------- | ----------------------------- | ----------------------------- | ----------------------------- | ----------------------------- | ----------------------------------------- |
| 2004 | The Hunger for More - Vydáno: 29. června 2004 - Vydavatel: G-Unit Rec., Interscope                 | 1                             | 1                             | 1                             | 2                             | US: platinové CAN: platinové UK: stříbrné |
| 2006 | Rotten Apple - Vydáno: 10. října 2006 - Vydavatel: G-Unit Rec., Interscope                         | 3                             | 1                             | 1                             | 6                             | US: / CAN: zlaté                          |
| 2010 | The Hunger for More 2 - Vydáno: 22. listopadu 2010 - Vydavatel: G-Unit Rec., EMI                   | 26                            | 6                             | 4                             | —                             | US: /                                     |
| 2021 | The Course of the Inevitable - Vydáno: 4. června 2021 - Vydavatel: Money by Any Means, EMPIRE      | 84                            | 45                            | —                             | —                             | US: /                                     |
| 2022 | The Course of the Inevitable 2 - Vydáno: 15. července 2022 - Vydavatel: Money by Any Means, EMPIRE | —                             | —                             | —                             | —                             | US: /                                     |

### Nevydaná alba
- The Big Withdraw (2005) - uniklo na internet

### Úspěšné singly
- 2004 - On Fire
- 2004 - Karma (ft. Avant)
- 2006 - Hands Up (ft. 50 Cent)
- 2010 - Beamer, Benz or Bentley (ft. Juelz Santana)

### Alba s G-Unit
- 2003: Beg for Mercy (s G-Unit)
- 2008: Terminate On Sight (s G-Unit)
- 2014: The Beauty of Independence EP (s G-Unit)
- 2015: The Beast Is G-Unit EP (s G-Unit)

### Mixtapy
Mixtapové série
- - Mo Money in The Bank
- 2003 - Mo Money in The Bank pt.1
- 2003 - Mo Money in The Bank pt.2
- 2004 - Mo Money in The Bank pt.3: Cashing In
- 2005 - Mo Money in The Bank pt.4: Gang Green Season Starts Now
- 2006 - Mo Money in The Bank pt.5: The Final Chapter GGS Continues

- - 5 & Better Series
- 2008 - Return of the PLK
- 2008 - Halloween Havoc
- 2009 - The Cold Corner
- 2009 - 4-30-09: Happy Birthday
- 2009 - V.5: 80's Baby

- 2011 - The Cold Corner 2
- 2012 - V.6: The Gift
- 2013 - F.N.O. (Failure's No Option)
- 2015 - Halloween Havoc 2
- 2016 – All or Nothing: Live it Up
- 2016 – Halloween Havoc 3: Four Days Of Fury
- 2018 – Respect My Name